# سیارک ۲۷۹۰۰
سیارک ۲۷۹۰۰ (به انگلیسی: 27900 Cecconi، نامگذاری:1996RM)۲۷۹۰۰مین سیارک کشف شده‌است که در ۰۷ سپتامبر ۱۹۹۶ کشف شد.